# Distrikt Celendín

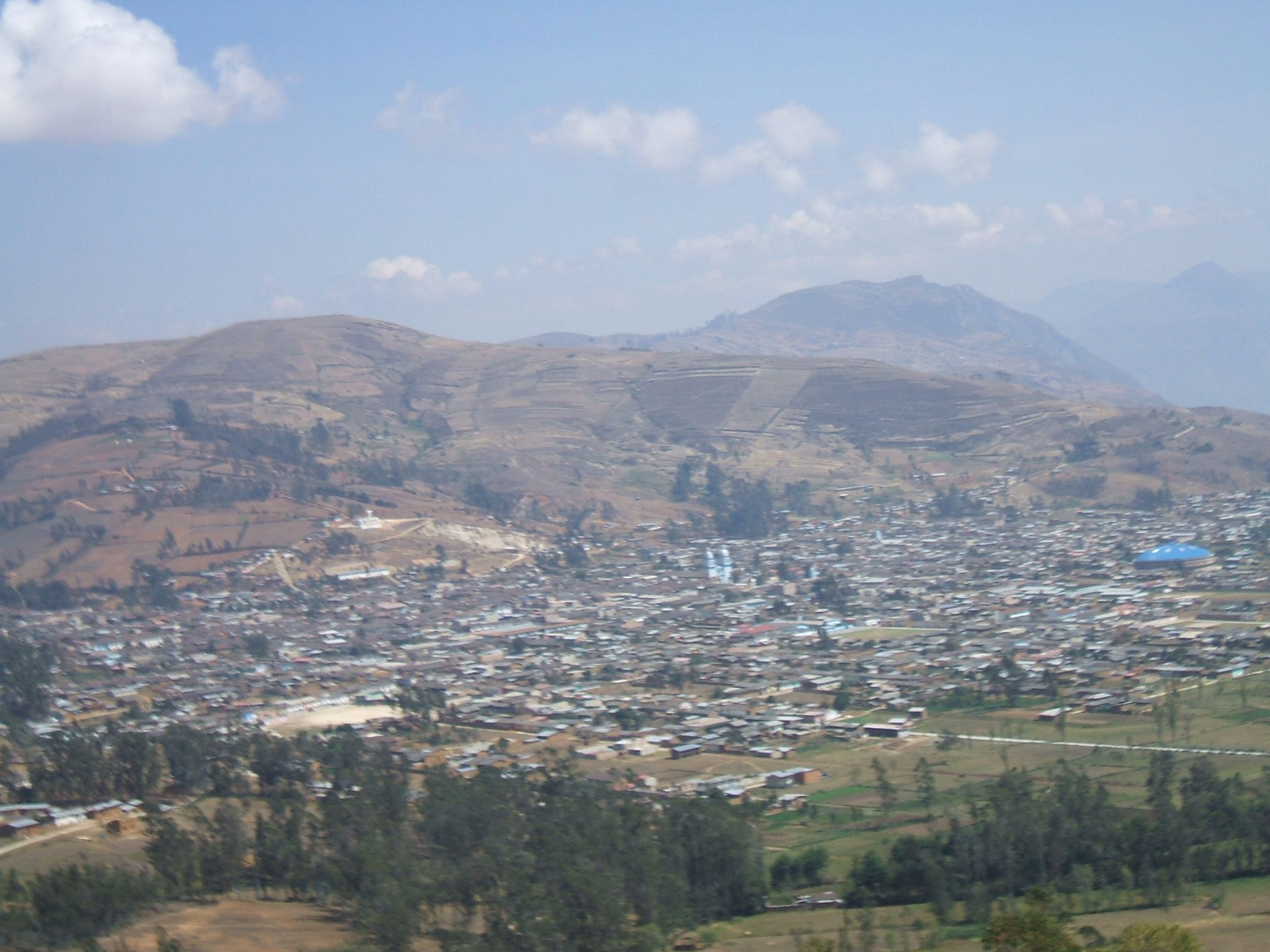
Blick über die Stadt Celendín (2006)

Der Distrikt Celendín liegt in der Provinz Celendín in der Region Cajamarca in Nordwest-Peru. Der Distrikt wurde am 2. Januar 1857 gegründet. Er besitzt eine Fläche von 403 km². Beim Zensus 2017 wurden 28.005 Einwohner gezählt. Im Jahr 1993 lag die Einwohnerzahl bei 20.545, im Jahr 2007 bei 24.623. Sitz der Distrikt- und Provinzverwaltung ist die 2628 m hoch gelegene Stadt Celendín mit 20.080 Einwohnern (Stand 2017). Celendín befindet sich etwa 50 km nordöstlich der Regionshauptstadt Cajamarca.

## Geographische Lage
Der Distrikt Celendín liegt an der Ostflanke der peruanischen Westkordillere ostzentral in der Provinz Celendín. Der nach Norden strömende Río Marañón begrenzt das Areal im Osten, dessen linker Nebenfluss Río Las Yangas im Nordwesten.
Der Distrikt Celendín grenzt im Süden an die Distrikte Utco und José Gálvez, im Südwesten an den Distrikt Huasmín, im Nordwesten an die Distrikte Miguel Iglesias und Chumuch sowie im Osten an die Distrikte Cocabamba (Provinz Luya) und Balsas (Provinz Chachapoyas).

## Ortschaften
Im Distrikt gibt es neben dem Hauptort folgende größere Ortschaften:
- Bellavista
- La Huaylla
- Las 3 Zanjas
- Llangual
- Molinopampa